# 日本推理作家協会賞
日本推理作家協会賞（にほんすいりさっかきょうかいしょう）は、毎年日本推理作家協会（元・探偵作家クラブ→日本探偵作家クラブ、江戸川乱歩が1947年6月21日に設立）が授与する文学賞。その年に発表された推理小説の中で最も優れていたものに与えられる。推協賞と略称される。
第1回（1948年）から第7回（1954年）までは探偵作家クラブ賞、第8回（1955年）から第15回（1962年）までは日本探偵作家クラブ賞、第16回（1963年）以降は日本推理作家協会賞と名前を変えて続いている。その伝統から、ミステリー界で最も権威ある賞と見做されている。
創設当時は長編賞、短編賞、新人賞があったが（新人賞は第1回のみ）、第5回（1952年）からは部門の区別がなくなった。第29回（1976年）から再び、長編部門、短編部門（および評論その他の部門）に分かれた。部門別に分かれてからの受賞者数は、長編部門の60人に対して、短篇部門が29人と半分以下である（2017年現在）。これは長編部門はダブル受賞（複数の同時受賞者が出ること）が多いのに対して、短篇部門は該当作なしの年が多く、また受賞者が出てもほとんどが単独受賞だからである。
受賞するのに、日本推理作家協会の会員である必要はない。また1度でもどれかの部門を受賞した作家が再受賞することは、内規によって禁じられている。
また、1995年から、受賞作が双葉文庫から「日本推理作家協会賞受賞作全集」として、受賞した順序で再刊がされている。部門別に分かれたのちは、「長編部門」は基本的に収録。「評論その他の部門」は「全集」に収録される場合と、されない場合がある。また「短編部門」は、連作短編集が受賞した場合に、全集に収録される場合がある。

## 名称の変遷
- 第1-7回（1948年 - 1954年） 探偵作家クラブ賞
- 第8-15回（1955年 - 1962年） 日本探偵作家クラブ賞
- 第16回以降（1963年 - ） 日本推理作家協会賞

## 部門の変遷
- 第1回（1948年） 長編賞、短編賞、新人賞
- 第2-4回（1949年 - 1951年） 長編賞、短編賞
- 第5-28回（1952年 - 1975年） 部門の区別なし（第7回のみ「奨励賞」あり）
- 第29-35回（1976年 - 1982年） 長編部門、短編部門、評論その他の部門
- 第36-52回（1983年 - 1999年） 長編部門、短編および連作短編集部門、評論その他の部門
- 第53-70回（2000年 - 2017年） 長編及び連作短編集部門、短編部門、評論その他の部門
- 第71-75回（2018年 - 2022年） 長編および連作短編集部門、短編部門、評論・研究部門
- 第76回以降（2023年 - ） 長編および連作短編集部門、短編部門、評論・研究部門、翻訳部門（第76-77回は試行）

## 受賞作

### 第1回から第10回（1948年 - 1957年）
- 第1回（1948年）
  - 長編賞 - 横溝正史 『本陣殺人事件』
  - 短編賞 - 木々高太郎 「新月」
  - 新人賞 - 香山滋 『海鰻荘奇談』
- 第2回（1949年）
  - 長編賞 - 坂口安吾 『不連続殺人事件』
  - 短編賞 - 山田風太郎 「眼中の悪魔」、「虚像淫楽」
- 第3回（1950年）
  - 長編賞 - 高木彬光 『能面殺人事件』
  - 短編賞 - 大坪砂男 「私刑」「涅槃雪」「黒子」
- 第4回（1951年）
  - 長編賞 - 大下宇陀児 『石の下の記録』
  - 短編賞 - 島田一男 「社会部記者」「風船魔」

第5回より、部門の区別がなくなる。
- 第5回（1952年）
  - 水谷準 「ある決闘」
  - 評論その他 - 江戸川乱歩 『幻影城』
- 第6回（1953年）
  - 受賞作なし
- 第7回（1954年）
  - 受賞作なし
  - 奨励賞 - 丘美丈二郎 『鉛の小函』、氷川瓏 『睡蓮夫人』、鷲尾三郎 『雪崩』
- 第8回（1955年）
  - 永瀬三吾 『売国奴』
- 第9回（1956年）
  - 日影丈吉 『狐の鶏』
- 第10回（1957年）
  - 松本清張 『顔』（短編集）

### 第11回から第20回（1958年 - 1967年）
- 第11回（1958年）
  - 角田喜久雄 『笛吹けば人が死ぬ』
- 第12回（1959年）
  - 有馬頼義 『四万人の目撃者』
- 第13回（1960年）
  - 鮎川哲也 『憎悪の化石』『黒い白鳥』
- 第14回（1961年）
  - 水上勉 『海の牙』、笹沢左保 『人喰い』
- 第15回（1962年）
  - 飛鳥高 『細い赤い糸』
- 第16回（1963年）
  - 土屋隆夫 『影の告発』
- 第17回（1964年）
  - 結城昌治 『夜の終る時』、河野典生 『殺意という名の家畜』
- 第18回（1965年）
  - 佐野洋 『華麗なる醜聞』
- 第19回（1966年）
  - 中島河太郎 『推理小説展望』
- 第20回（1967年）
  - 三好徹 『風塵地帯』

### 第21回から第30回（1968年 - 1977年）
- 第21回（1968年）
  - 星新一 『妄想銀行』および過去の業績
- 第22回（1969年）
  - 受賞作なし
- 第23回（1970年）
  - 陳舜臣 『孔雀の道』『玉嶺よふたたび』
- 第24回（1971年）
  - 受賞作なし
- 第25回（1972年）
  - 受賞作なし
- 第26回（1973年）
  - 夏樹静子 『蒸発－ある愛の終わり－』、森村誠一 『腐蝕の構造』
- 第27回（1974年）
  - 小松左京 『日本沈没』
- 第28回（1975年）
  - 清水一行 『動脈列島』

第29回より、長編・短編・評論その他の区別を設ける。
- 第29回（1976年）
  - 長編賞 - 受賞作なし
  - 短編賞 - 戸板康二 「グリーン車の子供」
  - 評論その他の部門賞 - 権田萬治 『日本探偵作家論』
- 第30回（1977年）
  - 長編賞 - 受賞作なし
  - 短編賞 - 石沢英太郎 「視線」
  - 評論その他の部門賞 - 山村正夫 『わが懐旧的探偵作家論』

### 第31回から第40回（1978年 - 1987年）
- 第31回（1978年）
  - 長編賞 - 泡坂妻夫 『乱れからくり』、大岡昇平 『事件』
  - 短編賞 - 受賞作なし
  - 評論その他の部門賞 - 青木雨彦 『課外授業 ミステリにおける男と女の研究』、石川喬司 『SFの時代』
- 第32回（1979年）
  - 長編賞 - 天藤真 『大誘拐』、檜山良昭 『スターリン暗殺計画』
  - 短編賞 - 阿刀田高 「来訪者」
  - 評論その他の部門賞 - 植草甚一 『ミステリの原稿は夜中に徹夜で書こう』
- 第33回（1980年）
  - 長編賞 - 受賞作なし
  - 短編賞 - 受賞作なし
  - 評論その他の部門賞 - 受賞作なし
- 第34回（1981年）
  - 長編賞 - 西村京太郎 『終着駅殺人事件』
  - 短編賞 - 仁木悦子 「赤い猫」、連城三紀彦 「戻り川心中」
  - 評論その他の部門賞 - 中薗英助 『闇のカーニバル スパイ・ミステリィへの招待』
- 第35回（1982年）
  - 長編賞 - 辻真先 『アリスの国の殺人』
  - 短編賞 - 日下圭介 「鶯を呼ぶ少年」「木に登る犬」
  - 評論その他の部門賞 - 受賞作なし

第36回より、短編部門の対象に連作短編集が追加される。
- 第36回（1983年）
  - 長編部門 - 胡桃沢耕史 『天山を越えて』
  - 短編および連作短編集部門 - 受賞作なし
  - 評論その他の部門 - 受賞作なし
- 第37回（1984年）
  - 長編部門 - 加納一朗 『ホック氏の異郷の冒険』
  - 短編および連作短編集部門 - 伴野朗 『傷ついた野獣』（連作短編集）
  - 評論その他の部門 - 受賞作なし
- 第38回（1985年）
  - 長編部門 - 北方謙三 『渇きの街』、皆川博子 『壁・旅芝居殺人事件』
  - 短編および連作短編集部門 - 受賞作なし
  - 評論その他の部門 - 佐瀬稔 『金属バット殺人事件』、松山巌 『乱歩と東京 1920都市の貌』
- 第39回（1986年）
  - 長編部門 - 岡嶋二人 『チョコレートゲーム』、志水辰夫 『背いて故郷』
  - 短編および連作短編集部門 - 受賞作なし
  - 評論その他の部門 - 松村喜雄 『怪盗対名探偵 フランス・ミステリーの歴史』
- 第40回（1987年）
  - 長編部門 - 逢坂剛 『カディスの赤い星』、高橋克彦 『北斎殺人事件』
  - 短編および連作短編集部門 - 受賞作なし
  - 評論その他の部門 - 伊藤秀雄 『明治の探偵小説』

### 第41回から第50回（1988年 - 1997年）
- 第41回（1988年）
  - 長編部門 - 小杉健治 『絆』
  - 短編および連作短編賞部門 - 受賞作なし
  - 評論その他の部門 - 受賞作なし
- 第42回（1989年）
  - 長編部門 - 和久峻三 『雨月荘殺人事件』、船戸与一 『伝説なき地』
  - 短編および連作短編集部門 - 小池真理子 「妻の女友達」（短編）
  - 評論その他の部門 - 直井明 『87分署グラフィティ ―エド・マクベインの世界』
- 第43回（1990年）
  - 長編部門 - 佐々木譲 『エトロフ発緊急電』
  - 短編および連作短編集部門 - 受賞作なし
  - 評論その他の部門 - 鶴見俊輔 『夢野久作』
- 第44回（1991年）
  - 長編部門 - 大沢在昌 『新宿鮫』
  - 短編および連作短編集部門 - 北村薫 『夜の蝉』（連作短編集）
  - 評論その他の部門 - 竹中労 『百怪、我が腸（はらわた）ニ入ル 竹中英太郎作品譜』、徳岡孝夫 『横浜・山手の出来事』
- 第45回（1992年）
  - 長編部門 - 綾辻行人 『時計館の殺人』、宮部みゆき 『龍は眠る』
  - 短編および連作短編集部門 - 受賞作なし
  - 評論その他の部門 - 野崎六助 『北米探偵小説論』
- 第46回（1993年）
  - 長編部門 - 高村薫 『リヴィエラを撃て』
  - 短編および連作短編集部門 - 受賞作なし
  - 評論その他の部門 - 秦新二 『文政十一年のスパイ合戦』、長谷部史親 『欧米推理小説翻訳史』
- 第47回（1994年）
  - 長編部門 - 中島らも 『ガダラの豚』
  - 短編および連作短編集部門 - 斎藤純 「ル・ジタン」（短編）、鈴木輝一郎 「めんどうみてあげるね」（短編）
  - 評論その他の部門 - 北上次郎 『冒険小説論 近代ヒーロー像100年の変遷』
- 第48回（1995年）
  - 長編部門 - 折原一 『沈黙の教室』、藤田宜永 『鋼鉄の騎士』
  - 短編および連作短編集部門 - 加納朋子 「ガラスの麒麟」（短編）、山口雅也 『日本殺人事件』（連作短編集）
  - 評論その他の部門 - 各務三郎 『チャンドラー人物事典』
- 第49回（1996年）
  - 長編部門 - 京極夏彦 『魍魎の匣』、梅原克文 『ソリトンの悪魔』
  - 短編および連作短編集部門 - 黒川博行 「カウント・プラン」（短編）
  - 評論その他の部門 - 受賞作なし
- 第50回（1997年）
  - 長編部門 - 真保裕一 『奪取』
  - 短編および連作短編集部門 - 受賞作なし
  - 評論その他の部門 - 共同通信社社会部 『沈黙のファイル 「瀬島龍三」とは何だったのか』

### 第51回から第60回（1998年 - 2007年）
- 第51回（1998年）
  - 長編部門 - 桐野夏生 『OUT』、馳星周 『鎮魂歌 不夜城II』
  - 短編および連作短編集部門 - 受賞作なし
  - 評論その他の部門 - 笠井潔（編） 『本格ミステリの現在』、風間賢二 『ホラー小説大全』
- 第52回（1999年）
  - 長編部門 - 東野圭吾 『秘密』、香納諒一 『幻の女』
  - 短編および連作短編集部門 - 北森鴻 『花の下にて春死なむ』（連作短編集）
  - 評論その他の部門 - 森英俊 『世界ミステリ作家事典〔本格派篇〕』

第53回より、連作短編集が短編部門ではなく長編部門の対象となる。
- 第53回（2000年）
  - 長編及び連作短編集部門 - 天童荒太 『永遠の仔』、福井晴敏 『亡国のイージス』
  - 短編部門 - 横山秀夫 「動機」
  - 評論その他の部門 - 小林英樹 『ゴッホの遺言』
- 第54回（2001年）
  - 長編及び連作短編集部門 - 東直己 『残光』、菅浩江 『永遠の森 博物館惑星』
  - 短編部門 - 受賞作なし
  - 評論その他の部門 - 井家上隆幸 『20世紀冒険小説読本（「日本篇」「海外篇」）』、都筑道夫 『推理作家の出来るまで』
- 第55回（2002年）
  - 長編及び連作短編集部門 - 山田正紀 『ミステリ・オペラ 宿命城殺人事件』、古川日出男 『アラビアの夜の種族』
  - 短編部門 - 法月綸太郎 「都市伝説パズル」、光原百合 「十八の夏」
  - 評論その他の部門 - 受賞作なし
- 第56回（2003年）
  - 長編及び連作短編集部門 - 浅暮三文 『石の中の蜘蛛』、有栖川有栖 『マレー鉄道の謎』
  - 短編部門 - 受賞作なし
  - 評論その他の部門 - 新保博久・山前譲 『幻影の蔵』
- 第57回（2004年）
  - 長編及び連作短編集部門 - 垣根涼介 『ワイルド・ソウル』、歌野晶午 『葉桜の季節に君を想うということ』
  - 短編部門 - 伊坂幸太郎 「死神の精度」
  - 評論その他の部門 - 千街晶之 『水面の星座 水底の宝石』、多田茂治 『夢野久作読本』
- 第58回（2005年）
  - 長編及び連作短編集部門 - 貴志祐介 『硝子のハンマー』、戸松淳矩 『剣と薔薇の夏』
  - 短編部門 - 受賞作なし
  - 評論その他の部門 - 日高恒太朗 『不時着』
- 第59回（2006年）
  - 長編及び連作短編集部門 - 恩田陸 『ユージニア』
  - 短編部門 - 平山夢明 「独白するユニバーサル横メルカトル」
  - 評論その他の部門 - 郷原宏 『松本清張事典 決定版』、柴田哲孝 『下山事件 最後の証言』
- 第60回（2007年）
  - 長編及び連作短編集部門 - 桜庭一樹 『赤朽葉家の伝説』
  - 短編部門 - 該当作なし
  - 評論その他の部門 - 小鷹信光 『私のハードボイルド』、巽昌章 『論理の蜘蛛の巣の中で』

### 第61回から第70回（2008年 - 2017年）
- 第61回（2008年）
  - 長編及び連作短編集部門 - 今野敏 『果断 隠蔽捜査2』
  - 短編部門 - 長岡弘樹 「傍聞き」
  - 評論その他の部門 - 最相葉月 『星新一 一〇〇一話をつくった人』、紀田順一郎 『幻想と怪奇の時代』
- 第62回（2009年）
  - 長編及び連作短編集部門 - 道尾秀介 『カラスの親指』、柳広司 『ジョーカー・ゲーム』
  - 短編部門 - 曽根圭介 「熱帯夜」、田中啓文「渋い夢」
  - 評論その他の部門 - 円堂都司昭 『「謎」の解像度』、栗原裕一郎 『〈盗作〉の文学史』
- 第63回（2010年）
  - 長編及び連作短編集部門 - 飴村行 『粘膜蜥蜴』、貫井徳郎 『乱反射』
  - 短編部門 - 安東能明 「随監」
  - 評論その他の部門 - 小森健太朗 『英文学の地下水脈 古典ミステリ研究〜黒岩涙香翻案原典からクイーンまで〜』
- 第64回（2011年）
  - 長編及び連作短編集部門 - 麻耶雄嵩 『隻眼の少女』、米澤穂信 『折れた竜骨』
  - 短編部門 - 深水黎一郎 「人間の尊厳と八〇〇メートル」
  - 評論その他の部門 - 東雅夫 『遠野物語と怪談の時代』
- 第65回（2012年）
  - 長編及び連作短編集部門 - 高野和明 『ジェノサイド』
  - 短編部門 - 湊かなえ 「望郷、海の星」（単行本改題「海の星」）
  - 評論その他の部門 - 横田順彌 『近代日本奇想小説史　明治篇』
- 第66回（2013年）
  - 長編及び連作短編集部門 - 山田宗樹 『百年法』
  - 短編部門 - 若竹七海 「暗い越流」
  - 評論その他の部門 - 諏訪部浩一 『『マルタの鷹』講義』
- 第67回（2014年）
  - 長編及び連作短編集部門 - 恒川光太郎 『金色機械』
  - 短編部門 - 受賞作なし
  - 評論その他の部門 - 清水潔『殺人犯はそこにいる』、谷口基『変格探偵小説入門』
- 第68回（2015年）
  - 長編及び連作短編集部門 - 月村了衛 『土漠の花』、早見和真 『イノセント・デイズ』
  - 短編部門 - 受賞作なし
  - 評論その他の部門 - 喜国雅彦『本棚探偵最後の挨拶』、霜月蒼『アガサ・クリスティー完全攻略』
- 第69回（2016年）
  - 長編及び連作短編集部門 - 柚月裕子 『孤狼の血』
  - 短編部門 - 大石直紀 「おばあちゃんといっしょ」、永嶋恵美「ババ抜き」
  - 評論その他の部門 - 門井慶喜『マジカル・ヒストリー・ツアー ミステリと美術で読む近代』
- 第70回（2017年）
  - 長編及び連作短編集部門 - 宇佐美まこと 『愚者の毒』
  - 短編部門 - 薬丸岳 「黄昏」
  - 評論その他の部門 - 受賞作なし

### 第71回から（2018年 - ）
- 第71回（2018年）
  - 長編および連作短編集部門 - 古処誠二 『いくさの底』
  - 短編部門 - 降田天 「偽りの春」
  - 評論・研究部門 - 宮田昇 『昭和の翻訳出版事件簿』
- 第72回（2019年）
  - 長編および連作短編集部門 - 葉真中顕 『凍てつく太陽』
  - 短編部門 - 澤村伊智 「学校は死の匂い」
  - 評論・研究部門 - 長山靖生 『日本SF精神史【完全版】』
- 第73回（2020年）
  - 長編および連作短編集部門 - 呉勝浩『スワン』
  - 短編部門 - 矢樹純 「夫の骨」
  - 評論・研究部門 - 金承哲 『遠藤周作と探偵小説』
- 第74回（2021年）
  - 長編および連作短編集部門 - 坂上泉 『インビジブル』、櫻田智也『蟬かえる』
  - 短編部門 - 結城真一郎 「#拡散希望」
  - 評論・研究部門 - 真田啓介 『真田啓介ミステリ論集 古典探偵小説の愉しみI フェアプレイの文学』『真田啓介ミステリ論集 古典探偵小説の愉しみII 悪人たちの肖像』
- 第75回（2022年）
  - 長編および連作短編集部門 - 芦辺拓 『大鞠家殺人事件』
  - 短編部門 - 逸木裕 「スケーターズ・ワルツ」、大山誠一郎「時計屋探偵と二律背反のアリバイ」
  - 評論・研究部門 - 小森収 『短編ミステリの二百年 一〜六』
- 第76回（2023年）
  - 長編および連作短編集部門 - 芦沢央 『夜の道標』、小川哲 『君のクイズ』
  - 短編部門 - 西澤保彦 「異分子の彼女」
  - 評論・研究部門 - 日暮雅通 『シャーロック・ホームズ・バイブル 永遠の名探偵をめぐる170年の物語』
  - 翻訳部門（試行） - ニクラス・ナット・オ・ダーグ（著）、ヘレンハルメ美穂（訳） 『1794』『1795』
- 第77回（2024年）
  - 長編および連作短編集部門 - 青崎有吾 『地雷グリコ』、荻堂顕 『不夜島（ナイトランド）』
  - 短編部門 - 坂崎かおる 「ベルを鳴らして」、宮内悠介 「ディオニソス計画」
  - 評論・研究部門 - 川出正樹 『ミステリ・ライブラリ・インヴェスティゲーション 戦後翻訳ミステリ叢書探訪』、中相作（編） 『江戸川乱歩年譜集成』
  - 翻訳部門（試行） - ジョセフ・ノックス（著）、池田真紀子（訳） 『トゥルー・クライム・ストーリー』
- 第78回（2025年）
  - 長編および連作短編集部門 - 古泉迦十 『崑崙奴』
  - 短編部門 - 久永実木彦 「黒い安息の日々」
  - 評論・研究部門 - 杉江松恋 『日本の犯罪小説』
  - 翻訳部門 - スティーヴン・キング（著）、白石朗（訳） 『ビリー・サマーズ』